# Доленко, Григорий Назарович
Григо́рий Наза́рович Доле́нко (укр. Доленко Григорій Назарович; 24 февраля 1917, Гаевка, Александрийский уезд — 16 декабря 1990, Львов) — советский геолог и геофизик, академик НАН Украины (1979).

## Биография
Григорий Доленко родился 24 февраля 1917 года в селе Гаевка, (теперь Кропивницкого района Кировоградской области) в крестьянской семье.
Окончил Харьковский университет (1940). Работал на нефтяных промыслах Краснодарского края и Урало-Поволжья.
В 1945—1950 гг. — главный геолог Советского нефтяного управления в Австрии, в 1950—1952 гг. — главный геолог треста «Укрнефтеразведка».
С 1952 г. работал в институте геологии и геохимии горючих ископаемых АН Украинской ССР (в 1963—1981 гг. — директор).
Научные исследования посвящены изучению происхождения нефти и газа, выяснению закономерностей образования и размещения нефтяных и газовых месторождений, взаимосвязи тектоники седиментации в нефтегазоносных провинциях.
Сформулировал одно из важнейших положений нефтяной геологии — о генетической связи между процессами геотектонического развития нефтегазоносных провинций, минерального синтеза нефтяных углеводородов в мантии Земли, миграции их к поверхности земной коры по глубинным тектоническим разломам и формирования нефтяных и газовых месторождений в осадочной толще.
Дал обоснования неорганической теории происхождения нефти и газа. При его участии открыт ряд месторождений нефти и газа, в том числе в Венском бассейне. Автор монографий «Геология нефти и газа Крыма» (1962), «Закономерности нефтегазоносности Предкарпатского и Закарпатского прогибов».

## Награды
- 1971 ─ Государственная премия УССР в области науки и техники.
- 1977 ─ Премия АН СССР имени В. И. Вернадского.